# Atomino
Atomino est un jeu vidéo de réflexion développé par Blue Byte et édité par Psygnosis sous le label Play Byte en 1991 sur Amiga, Atari ST, Commodore 64 et DOS.

## Accueil
Amiga Format 72% • CU Amiga 77% • Zzap!64 93%